# Jaciara (flygplats)
Jaciara är en flygplats i Brasilien.   Den ligger i kommunen Jaciara och delstaten Mato Grosso, i den centrala delen av landet, 800 km väster om huvudstaden Brasília. Jaciara ligger 367 meter över havet.
Terrängen runt Jaciara är platt åt sydost, men åt nordväst är den kuperad. Närmaste större samhälle är Jaciara, 2,9 km söder om Jaciara. 
Omgivningarna runt Jaciara är huvudsakligen savann. Runt Jaciara är det mycket glesbefolkat, med 7 invånare per kvadratkilometer.